# Fosfatidilglicerol
Fosfatidilglicerol je glicerofosfolipid prisutan u plućnom surfaktantu.
Opšta struktura fosfatidilglicerola se sastoji od L-glicerol 3-fosfatne osnove estarski vezane sa bilo zasićenim ili nezasićenim masnim kiselinama na atomima ugljenika 1 i 2. Čeoni supstituent glicerola je vezan preko fosfomonoestra. On je prekurzor surfaktanta i njegovo prisustvo (>0,3) u amniotskom fluidu novorođenčeta je indikator zrelosti pluća. 

## Biosinteza
L-glicerol-3-fosfat se aktivira pomoću CTP i pirofosfat se odvaja proizvodeći CDP-diglicerol. Glicerol-3-fosfat se vezuje za CDP-diglicerol i fosfatidilglicerol fosfat se formira, dok se CMP oslobađa. Fosfatna grupa se hidrolizuje formirajući fosfatidilglicerol. Dva fosfatidilglicerola formiraju kardiolipin, koji je sastojak mitohondrijske unutrašnje membrane.

## Spoljašnje veze
- Phosphatidylglycerols на 